# 884 هـ
884 هـ هي سنة في التقويم الهجري امتدت مقابلةً في التقويم الميلادي بين سنتي 1479 و1480.

## أحداث
- اكتمال بناء قلعة قايتباي في الإسكندرية

## وفيات
- أحمد بن إبراهيم بن سبط ابن العجمي
- أحمد بن عبد الله الزواوي
- ابن المفلح
- المستنجد بالله الثاني